# 広見町 (愛媛県)
広見町（ひろみちょう）は、愛媛県の南予地方にあった町。東隣の日吉村と合併して鬼北町となり、自治体としては消滅した。

## 地理
四万十川の上流の一つ、広見川ほかの流域で、わずかに盆地がひらけた中山間地であり、農林業地帯である。

### 町名の由来
町内を流れる河川・広見川からとったもの。ただし、決定をめぐっては、曲折があった。
合併協議会総務委員会は、公募で最多数の地方名「鬼北」（きほく）で合意したが、報告した全体会議で議論百出し、結局、差し戻された。新たに「広見」と山の名「高月」とを提案、投票の結果、「広見」で決着した。なお、「鬼北」とは、広見町をはじめ、松野町、日吉村、三間町を含む北宇和郡北部地域の名である。
「広見」の地名は、鬼北町となった今でも広見中学校や広見郵便局などの施設名に残る。

## 歴史
- 1955年（昭和30年）3月31日 - 好藤村、愛治村、近永町、泉村、三島村の5町村が合併し、広見町が誕生。
- 2005年（平成17年）1月1日 - 日吉村と合併して鬼北町となる。

```
広見町の系譜
（町村制実施以前の村）　（明治期）　　　　　　　　　（昭和の合併）　　　　（平成の合併）
　　　　　　　　　　　　町村制施行時
是延　━━━━┓
吉波　━━━━┫
西仲　━━━━┫
成藤　━━━━┫
国遠　━━━━╋━━━好藤村━━━━━━━━━━━┓
清延　━━━━┫　　　　　　　　　　　　　　　　　┃
沢松　━━━━┫　　　　　　　　　　　　　　　　　┃
内深田━━━━┫　　　　　　　　　　　　　　　　　┃
東仲　━━━━┛　　　　　　　　　　　　　　　　　┃
大宿　━━━━┓　　　　　　　　　　　　　　　　　┃
生田　━━━━┫　　　　　　　　　　　　　　　　　┃
清水　━━━━╋━━━愛治村━━━━━━━━━━━┫
畔屋　━━━━┫　　　　　　　　　　　　　　　　　┃
西野々━━━━┛　　　　　　　　　　　　　　　　　┃
奈良　━━━━┓　　　　　　　　　　　　　　　　　┃
北川　━━━━┫　　　　　　　　　　　　　　　　　┃
柴村　━━━━┫　　　　　　　　　　　　　　　　　┃昭和30年3月31日
中野川━━━━┫　　　　　　　　　　　あ　　　　　┃合併（新設合併）
近永　━━━━╋━━━旭村━━━━━━近永町━━━╋━広見町━━┳━━━┓
永野市━━━━┛　　　　　　　　　　　　　　　　　┃　　　　　　┃　　　┃
小倉　━━━━┓　　　　　　　　　　　　　　　　　┃　　　　　　┃　　　┃
小西野々━━━┫　　　　　　　　　　　　　　　　　┃　　　　　　┃　　　┃
上川　━━━━╋━━━泉村━━━━━━━━━━━━┫　　　　　　┃　　　┃平成17年1月1日
岩谷　━━━━┫　　　　　　　　　　　　　　　　　┃　　　　　　┃　　　┃合併（新設合併）
興野々━━━━┫　　　　　　　　　　　　　　　　　┃　　　　　　┃　　　┣鬼北町
出目　━━━━┛　　　　　　　　　　　　　　　　　┃　　　　　　┃　　　┃
広見　━━━━┓　　　　　　　　　　　　　　　　　┃　　　　　　┃　　　┃
下大野　━━━┫　　　　　　　　　　　　　　　　　┃　　　　　　┃　　　┃
小松　━━━━╋━━━三島村━━━━━━━━━━━┛　　　　　　┃　　　┃
久保　━━━━┫　　　　　　　　　　　　　　　　　　　　　　　　┃　　　┃
延川　━━━━┫　　　　　　　　　　　　　　　　　　　　　　　　┃　　　┃
川上　━━━━┛　　　　　　　　　　　　　　　　　　　　　　　い┃　　　┃
　　　　　　　　　　　　　　　　　　　　　　　　　　　三間町━━┻━う　┃
　　　　　　　　　　　　　　　　　　　　　　　　　　　日吉村━━━━━━┛
あ – 昭和16年11月10日町制施行、近永町へ
い – 昭和33年8月1日大字是延を三間町へ境界変更
う – 平成17年8月1日宇和島市と合併
（注記）日吉村の合併以前の系譜は日吉村の記事を参照のこと。

```

## 行政
- 歴代町長
  - 初代： 湯上寛（昭和30年4月 - 昭和31年4月）
  - 第2代：青木良忠（昭和31年5月 - 昭和35年5月）
  - 第3代：酒井要（昭和35年5月 - 昭和39年5月）
  - 第4代：宇都宮正一（昭和39年5月 - 昭和47年5月、2期）
  - 第5代：青木英篤（昭和47年5月 - 昭和51年5月）
  - 第6代：中谷嘉文（昭和51年5月 - 平成4年5月、4期）
  - 第7代：松浦甚一（平成4年5月 - 合併まで）
最後の町長、合併により誕生した鬼北町長選に出馬、当選し、初代鬼北町長となる。
- 庁舎
本庁舎は周辺の樹木と溶け込んだ一見文化施設風であるが、1958年建築と老朽化が進んでおり、改築等が課題となっていた。近傍のNEDOアルコール工場跡地を取得し、新庁舎予定地の一つとも目されていたが、合併協議の中で松野町との溝を深める要因の一つとなってしまった。
- 主要課題
森林文化都市を掲げ、主力産業である農林業の基盤強化に取り組み、愛媛県内での第一号である農業公社の設立、特産品販売施設「森の三角ぼうし」の開設、広見材のブランド化、キジをはじめとした特産品開発などを行ってきた。

## 教育

### 高等学校
- 愛媛県立北宇和高等学校

### 中学校
- 広見町立広見中学校

### 小学校
- 広見町立愛治小学校
- 広見町立近永小学校
- 広見町立好藤小学校
- 広見町立三島小学校
- 広見町立泉小学校

## 交通

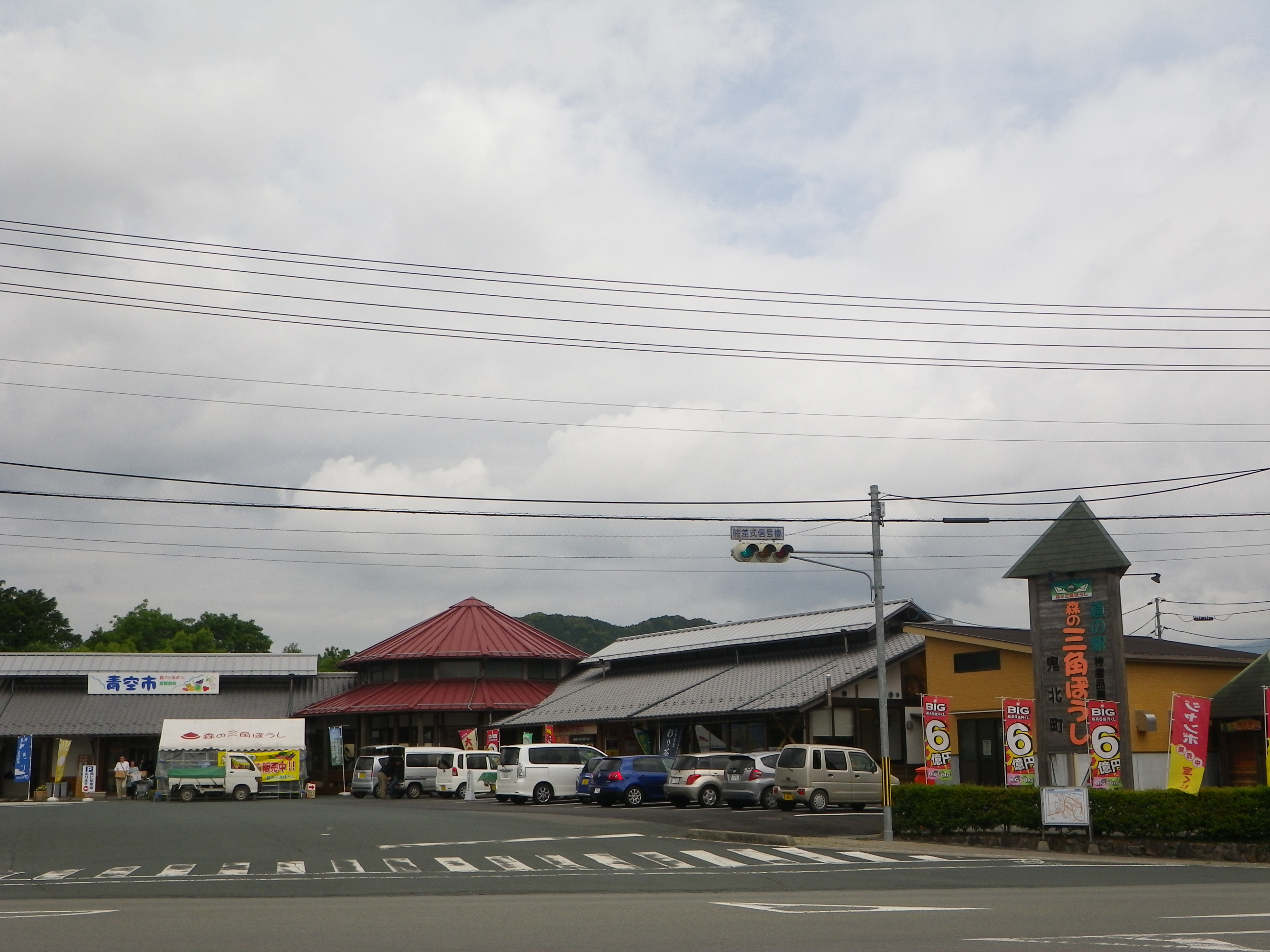
道の駅広見森の三角ぼうし

### 鉄道
運行本数は少なく、通学等の利用が主体となっている。なお、高知県の西土佐から宇和島市内の高等学校へ通う生徒も少数ながらいる。
- 四国旅客鉄道（JR四国）
予土線：深田駅 - 近永駅 - 出目駅

### 道路
- 国道
国道320号、国道441号、国道381号（320号と重複あり）
- 県道
県道57号
- 道の駅
広見森の三角ぼうし